# Bloomfield Township (Trumbull County, Ohio)
Bloomfield Township is een van de 24 townships van Trumbull County in de Amerikaanse staat Ohio. Volgens de volkstelling van 2000 telde het 1.097 inwoners.

## Geografie
Bloomfield ligt in het noordwesten van Trumbull County. Het grenst aan de volgende plaatsen:
- Orwell Township (noord, Ashtabula County)
- Colebrook Township (noordoosthoek, Ashtabula County)
- Greene Township (oost)
- Mecca Township (zuidoosthoek)
- Bristol Township (zuid)
- Farmington Township (zuidwesthoek)
- Mesopotamia Township (west)
- Windsor Township (noordwesthoek, Ashtabula County)

Het gemeentevrij gebied North Bloomfield ligt in het midden van het township.

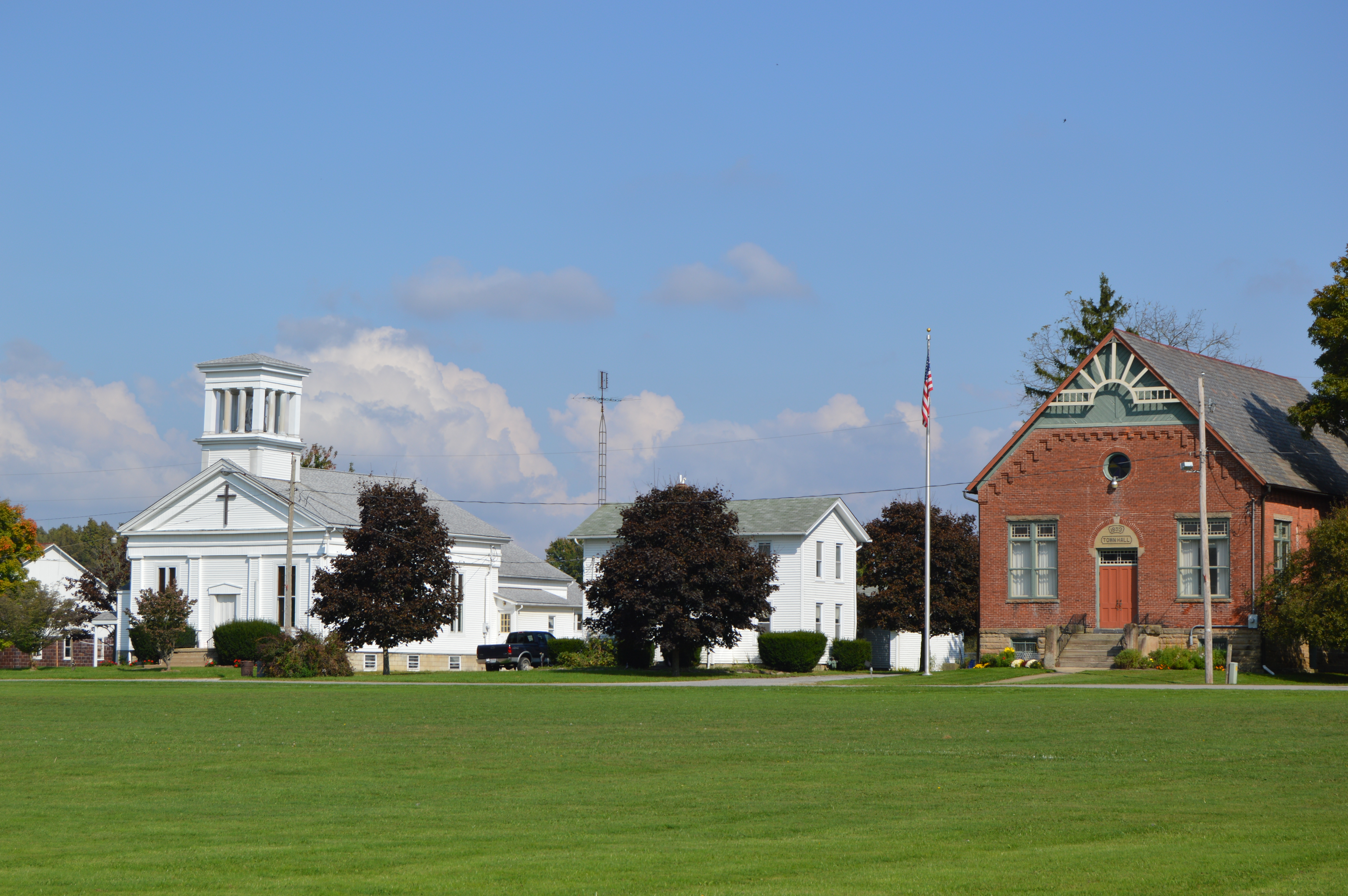
Centrale "groenplein" in North Bloomfield